# Melanthiaceae
Ne doit pas être confondu avec Melianthaceae.
Classification APG III (2009)
Famille
La famille des mélanthiacées, regroupe des plantes monocotylédones ; elle comprend une centaine d'espèces réparties en une vingtaine de genres.
Ce sont des plantes herbacées, rhizomateuses ou tubéreuses des régions froides, tempérées ou d'Amérique tropicale.
En Europe on peut citer Paris quadrifolia, la parisette à quatre feuilles.
C’est la famille des trilles (Trillium) dont le trille blanc, Trillium grandiflorum, emblème floral de l’Ontario.

## Étymologie
Le nom vient du genre type Melanthium qui lui-même se compose du grec μέλι / meli, miel, et ανθος / anthos, fleur, soulignant l'aspect mellifère de la plante.

## Classification
En classification classique de Cronquist (1981) la famille n'existe pas et ces plantes sont incluses dans les Liliaceae.
Cette famille a été  créée en classification phylogénétique APG II (2003).
Certains auteurs y regroupent également les genres placés dans la famille des Narthéciacées.

## Liste des genres
Selon World Checklist of Selected Plant Families (WCSP) (15 avr. 2010) :
- Amianthium A.Gray (1837)
- Anticlea Kunth (1843)
- Chamaelirium Willd. (1808)
- Chionographis Maxim. (1867)
- Helonias L. (1753)
- Heloniopsis A.Gray, Mem. Amer. Acad. Arts, n.s. (1859)
- Melanthium J.Clayton ex L. (1753)
- Paris L. (1753)
- Schoenocaulon A.Gray (1837)
- Stenanthium (A.Gray) Kunth (1843)
- Toxicoscordion Rydb. (1903)
- Trillium L. (1753)
- Veratrum L. (1753)
- Xerophyllum Michx. (1803)
- Ypsilandra Franch. (1888)
- Zigadenus Michx. (1803)

Selon Angiosperm Phylogeny Website (19 mai 2010) :
- Amianthium A.Gray
- Chamaelirium Willd.
- Chionographis Maxim.
- Daiswa Rafinesque
- Helonias L.
- Heloniopsis A.Gray
- Kinugasa Tatew. & Suto
- Melanthium L.
- Paris L.
- Schoenocaulon A.Gray
- Stenanthium (A.Gray) Kunth
- Trillium L.
- Veratrum L.
- Xerophyllum Michaux
- Ypsilandra Franch.
- Zigadenus Michaux

Selon NCBI (15 avr. 2010) :
- Amianthium
- Anticlea
- Chamaelirium
- Chionographis
- Helonias
- Heloniopsis
- Kinugasa
- Paris
- Pseudotrillium
- Schoenocaulon
- Scoliopus
- Stenanthium
- Toxicoscordion
- Trillidium
- Trillium
- Veratrum
- Xerophyllum
- Ypsilandra
- Zigadenus

Selon DELTA Angio (15 avr. 2010) :
- Amianthium
- Anticlea
- Chamaelirium
- Chionographis
- Helonias
- Heloniopsis
- Lophiola
- Melanthium
- Metanarthecium
- Nietneria
- Protolirion
- Schoenocaulon
- Stenanthium
- Toxicoscordion
- Veratrum
- Xerophyllum
- Ypsilandra
- Zigadenus
- Japanolirion
- Petrosavia
- Harperocallis
- Pleea
- Tofieldia
- Triantha
- Aletris
- Narthecium